# Kembang Seri (Maro Sebo Ulu)
Kembang Seri is een bestuurslaag in het regentschap Batang Hari van de provincie Jambi, Indonesië. Kembang Seri telt 2813 inwoners (volkstelling 2010).